# Iberdrola
Die Iberdrola S.A. ist ein spanisches Stromerzeugungs- und -vertriebsunternehmen mit Sitz in Bilbao. Im Jahr 2008 war das Unternehmen der siebtgrößte europäische Stromproduzent. Die Niederlassung der Iberdrola Energie Deutschland GmbH befindet sich in Berlin. Das Unternehmen wurde am 1. November 1992 durch die Fusion von Hidroeléctrica Española und Iberduero gegründet.
In den Forbes Global 2000 der weltweit größten Unternehmen belegt Iberdrola Platz 102 (Stand: Geschäftsjahr 2023). Das Unternehmen kam Mitte 2023 einen Börsenwert von etwa 81.4 Milliarden US-Dollar.
Das Unternehmen bedient über 36 Millionen Kunden, davon mehr als elf Millionen in Spanien und beschäftigt weltweit 40.000 Mitarbeiter. Zu den Tochtergesellschaften gehören Iberdrola España, Scottish Power, Avangrid, Neoenergia, Iberdrola México und Iberdrola Energía Internacional. Neben der Erzeugung von elektrischer Energie aus Wasserkraft und Wind vertreibt das Unternehmen auch Erdgas und ist am Betrieb von fünf Kernkraftwerken in Spanien beteiligt. Im Jahr 2015 hat sich das Unternehmen verpflichtet, die CO2-Emissionen bis 2030 um 50 % zu senken. Iberdrola kündigte zur Erreichung dieses Ziels Investitionen in Höhe von insgesamt 47 Mrd. EUR an, davon 17 Mrd. EUR in erneuerbare Energien.
Seit 2023 erzeugt und vertreibt Iberdrola Strom mit einer Kapazität von 62.045 MW, von denen 41.246 MW aus erneuerbaren Quellen weltweit stammen. Damit gehört das Unternehmen zu den zehn größten Stromerzeugern der Welt und ist weltweit führend in der Erzeugung von Strom aus Windenergie.

## Geschichte
Das Unternehmen entstand 1992 aus der Fusion von Hidroeléctrica Española (Hidrola) und Hidroeléctrica Ibérica, die 1901 bzw. 1907 gegründet worden waren.
Seit der zweiten Hälfte des 20. Jahrhunderts expandiert Iberdrola nach Lateinamerika, vor allem nach Mexiko und Brasilien. Iñigo de Oriol e Ybarra wurde der Vorsitzende von dem Energieunternehmen und hatte diese Position bis 2005 inne. Abgelöst wurde er von dem Jose Ignacio Galan.
Mit dem Eintritt von Jose Ignacio Sanchez Galan im Jahr 2001 begann Iberdrola, sich auf erneuerbare Energien zu konzentrieren.
Das Unternehmen übernahm den britischen Energieversorger ScottishPower am 30. März 2007 für 11,7 Milliarden Pfund. Im September 2008 hat Iberdrola den US-Versorger Energy East übernommen. Im Juli 2011 fusionierte das Unternehmen mit Iberdrola Renovables. Ebenfalls im Jahr 2011 erweiterte Iberdrola seine Aktivitäten auf dem brasilianischen Energiemarkt durch die Übernahme von Elektro.
Am Hersteller von Windenergieanlagen Siemens Gamesa war Iberdrola mit knapp 8 Prozent beteiligt. Im Jahr 2020 hat Siemens diese Beteiligung an Gamesa für 20 Euro je Aktie abgekauft. Der Kaufpreis betrug 1,1 Milliarden Euro. Die Maßnahme traf Siemens in Vorbereitung auf die Abspaltung von Siemens Energy.
Im Jahr 2013 wurde der Bau des 848-MW-Kraftwerks La Muela (in Cortes de Pallás, Valencia) – eines der größten Pumpspeicherkraftwerke Europas – abgeschlossen.
Im Jahr 2015 verpflichtete sich das Unternehmen, die CO2-Emissionen bis 2030 um 50 % zu senken, und verlautbarte Ende 2017 die Absicht, alle seine Kohlekraftwerke weltweit zu schließen. Iberdrola kündigte darüber hinaus Investitionen in der Höhe von insgesamt 47 Mrd. EUR an. 17 Mrd. EUR davon sollten in die Erschließung und den Ausbau erneuerbarer Energien gesteckt werden, um die Kapazität erneuerbarer Energien bis 2025 auf 52.000 MW zu erhöhen.
Im Oktober 2018 betrat das Unternehmen den deutschen Markt und eröffnete den 350-MW-Offshore-Windpark Wikinger.
Im selben Jahr gewann Iberdrola eine Ausschreibung der Bundesnetzagentur für den Bau des Offshore-Windparks Baltic Eagle mit einer Gesamtkapazität von 476 MW in der Ostsee, 28 km vor der Nordostküste Rügens. Der Windpark erstreckt sich über eine Fläche von 40 km² und ist in der Lage, erneuerbare Energie für 475.000 Menschen zu erzeugen. Mit einer Gesamtinvestition von über 1,1 Milliarden Euro wird die Inbetriebnahme für das erste Quartal 2024 erwartet. Außerdem begann das Unternehmen mit der Entwicklung seines dritten Offshore-Windparks in der Ostsee, Windanker. Dieser soll bis 2026  eine installierte Leistung von 300 MW erzeugen können.
Im Jahr 2019 weihte das Unternehmen das Wasserkraftwerk Baixo Iguaçu ein, welches eine Million Brasilianer mit grüner Energie versorgt. Der Offshore-Windpark East Anglia ONE hat mit der Erzeugung erneuerbarer elektrischer Energie begonnen.
Im Oktober 2020 gab Iberdrola die Übernahme von Infigen, einem auf Solarenergie spezialisierten australischen Unternehmen, für den Gegenwert von rund 550 Millionen US-Dollar bekannt. Abseits davon wurde das Unternehmen sowohl im Jahr 2020 als auch 2021 in der Studie World`s Top Female Friendly Companies unter den zehn besten Unternehmen der Welt in Bezug auf die Integration von Frauen aufgeführt. Ebenso wurde es im Dow Jones Sustainability Index gelistet -in seinen 22 Ausgaben.
Im selben Jahr erwarb das Unternehmen in Frankreich die auf Windenergie spezialisierte Aalto Power für 100 Millionen Euro. Zu den Akquisitionen, die Iberdrola im Jahr 2020 tätigte, gehörten auch CEB-D distributor in Brasilien und Acacias Renewables in Japan. In diesem Jahr wurde die größte Photovoltaikanlage Europas in Betrieb genommen – die Anlage Núñez de Balboa (500 MW) in Badajoz. Im australischen Port Augusta wurde 2022 der Port Augusta  Renewable Energy Park, das weltweit erste Wind-Solar-Hybridkraftwerk, mit einer Leistung von 317 MW fertiggestellt.
Für das Jahr 2021 kündigte Iberdrola die Investition von weiteren 7,090 Milliarden Euro in den Bau des Offshore-Windparks East Anglia Hub an. In diesem Offshore-Windmakrokomplex sind drei Projekte mit einer installierten Gesamtleistung von 2 900 MW zusammengefasst: East Anglia ONE North, East Anglia TWO und East Anglia THREE.
Ebenfalls im Jahr 2021 wagte Iberdrola den Schritt auf den taiwanesischen Markt und erwarb Offshore-Windprojekte.
Im Jahr 2022 weihte das Unternehmen die Anlage für grünen Wasserstoff in Puertollano ein, die bis zu 3.000 Tonnen erneuerbaren Wasserstoff pro Jahr produzieren kann. Außerdem eröffnete Iberdrola den Wasserkraftkomplex Tâmega am Fluss Tâmega in Nordportugal mit einer Investition in Höhe von 1,5 Milliarden Euro.
Im Jahr 2023 stieg der Nettogewinn von Iberdrola im ersten Halbjahr auf 2,52 Mrd. Euro gegenüber 2,08 Mrd. Euro im Vorjahr.

## Wichtige Geschäftsbereiche

### Erneuerbare Energien
Im Jahr 2023 hat das Unternehmen 41.250 MW an erneuerbaren Energien in Betrieb und 7.100 weitere grüne MW in Bau.
Der Bereich Erneuerbare Energien des Iberdrola-Konzerns ist für die Erzeugung und den Verkauf von elektrischer Energie aus erneuerbaren Quellen zuständig: Wind (Onshore und Offshore), Solar, Wasserkraft und grüner Wasserstoff.
Im Jahr 2023 erreichte das Unternehmen eine Kapazität von 62.045 MW bzw. 41.246 MW grüner Energie, wodurch die erneuerbaren Energien weltweit um 6,5 % stiegen.
Einer der Hauptgeschäftsbereiche der Gruppe ist die Offshore-Windenergie. Sie verfügt über Anlagen in Großbritannien, in Deutschland, den USA und Frankreich und entwickelt Offshore-Windaktivitäten in Polen, Schweden, Ireland, den USA, Brasilien, den Philippinen und Japan, wodurch ihr Offshore-Windportfolio auf 30 GW erweitert wird.
Ab 2023 hat das Unternehmen 1,3 GW Offshore-Windkapazität in Betrieb und 5.500 MW im Bau, die vor 2027 in Betrieb gehen werden. Um diese Energiekapazitäten zu erreichen, investierte Iberdrola in den letzten zehn Jahren 30 Milliarden Euro in Offshore-Windkraftanlagen.
Das Unternehmen verfügt derzeit weltweit über eine installierte Kapazität von mehr als 20.000 MW im Bereich der Onshore-Windenergie, darunter in den USA, Mexiko, Brasilien, Großbritannien, Spanien, Portugal, Frankreich, Polen, Ungarn, Rumänien, Griechenland, Zypern und Australien. Nach dem Strategieplan des Unternehmens sollen 25 % der Investitionen in erneuerbare Energien dazu führen, dass die installierte Kapazität in dieser Technologie um weitere 3.100 MW erhöht wird.
Darüber hinaus wird Iberdrola ab 2023 in den USA, Mexiko, Brasilien, Großbritannien, Spanien, Australien, Portugal, Italien und Griechenland mehr als 4.500 MW an PV-Kapazität installiert haben.
Iberdrola hat außerdem 60 Projekte mit grünem Wasserstoff in acht Ländern – USA, Mexiko, Brasilien, Großbritannien, Spanien, Portugal, Italien und Australien – für die Elektrifizierung und Dekarbonisierung in der Industrie und im Schwerverkehr.
Mit einer weltweit installierten Kapazität von über 14.000 MW unterstützt das Unternehmen auch die Stromerzeugung aus Wasserkraft. Es verfügt über Anlagen in den USA, Brasilien und Spanien.

### Intelligente Netze
Das Unternehmen betreibt eines der größten Verteilungssysteme der Welt mit 1,2 Millionen Kilometern Verteilungs- und Übertragungsleitungen, mit 4.500 Umspannwerken und 1,6 Millionen Transformatoren, die Strom an 34,4 Millionen Stellen in der Welt verteilen.
Zuständig für den Bau, den Betrieb und die Wartung von intelligenten Netzen sowie Stromleitungen, Umspannwerken, Transformationszentren und anderen Strom-Übertragungs-Infrastrukturen ist der Bereich Netze der Iberdrola-Gruppe.
Iberdrola hat außerdem das Global Smart Grids Innovation Hub (GSGIH) gegründet, ein globales Zentrum für Innovationen im Bereich intelligenter Netze, und ist derzeit auch am Bau einer unterseeischen Stromübertragungstrasse zwischen Schottland und Nordostengland beteiligt.
Die Stromleitung, die die brasilianischen Bundesstaaten Minas Gerais und São Paulo verbindet, ist mit einer Länge von mehr als 1.700 Kilometern das weltweit größte Netzprojekt von Iberdrola.

## Iberdrola in Deutschland
Iberdrola hat mehrere seiner wichtigsten Projekte in Deutschland, darunter seinen größten Offshore-Windkomplex in der Ostsee: Baltic Hub. Der Einstieg in den deutschen Markt erfolgte im Oktober 2018 mit der Einweihung des 350-MW-Offshore-Windparks Wikinger. Im selben Jahr gewann Iberdrola eine Ausschreibung der Bundesnetzagentur für den Bau des Offshore-Windparks Baltic Eagle mit einer Gesamtleistung von 476 MW, der 28 km vor der Nordostküste Rügens liegt. Der Windpark erstreckt sich über eine Fläche von 40 km² und ist in der Lage, erneuerbare Energie für 475.000 Menschen zu erzeugen. Die Gesamtinvestitionen für dieses Projekt belaufen sich auf 1,1 Milliarden Euro und erreichte 2025 seine volle geplante Leistung. Außerdem hat das Unternehmen mit der Entwicklung seines dritten Offshore-Windparks in der Ostsee, Windanker, mit einer installierten Leistung von 300 MW begonnen, der bis 2026 fertiggestellt werden soll. Das Unternehmen ist der größte Betreiber von Offshore-Windparks in der Ostsee.
Im Jahr 2022 verkaufte Iberdrola 49 Prozent der Anteile an Wikinger für rund 700 Millionen Euro an EIP. Die eigene Kapazität an Windkraft will Iberdrola dennoch ausbauen, indem sie 2023 gemeinsam mit Masdar in den Windpark Baltic Eagle investiert haben.
Ebenfalls im Jahr 2023 unterzeichnete Iberdrola Deutschland einen Stromliefervertrag (PPA) mit einer Laufzeit von 15 Jahren mit der Stahl Holding Saar GmbH & Co. KGaA (SHS), Salzgitter, Amazon, Mercedes-Benz und Vodafone. Im Juli 2023 schloss Iberdrola Deutschland außerdem die Installation der ersten schlüsselfertigen Photovoltaikanlage bei der AkzoNobel Powder Coatings GmbH in Reutlingen ab.
In Deutschland hat Iberdrola seine gesamten Geschäftsaktivitäten in der hundertprozentigen Tochtergesellschaft Iberdrola Deutschland zusammengefasst, Felipe Montero wurde zum Geschäftsführer dieser ernannt. Das Unternehmen hat seinen Sitz in Berlin und ist in der Planung, dem Bau und dem Betrieb von Offshore- und Onshore-Windparks sowie Photovoltaikprojekten tätig.
Das Unternehmen bietet seinen Industrie- und Gewerbekunden Dienstleistungen für die Versorgung mit grüner Energie an, darunter die Lieferung von Strom sowie langfristige PPA-Verträge in Verbindung mit den Anlagen von Iberdrola für erneuerbare Energien und Photovoltaikanlagen für den Eigenverbrauch vor Ort. Iberdrola Deutschland bietet auch technologieübergreifende Dienstleistungen an, darunter Batteriespeicherung und die Produktion von grünem Wasserstoff für die industrielle Nutzung.
Iberdrola Deutschland baut in dem Land das Photovoltaik-Kraftwerk Boldekov (56 MW), das 2025 in Betrieb gehen soll.
Im Oktober 2023 erhielt das Unternehmen in der jüngsten Ausschreibung von Forst Baden-Württemberg (ForstBW) den Zuschlag für drei Standorte zum Bau von drei Windparks mit einer potenziellen Gesamtleistung zwischen 170 und 200 Megawatt (MW).

## Öffentliche Aktivitäten
Iberdrola ist Gleichstellungspartner des Spanischen Olympischen Komitees und unterstützt sowohl die Olympischen als auch die Paralympischen Spiele. Das Unternehmen unterstützt den spanischen Sport durch globale Vereinbarungen mit dem spanischen Obersten Sportrat (Consejo Superior de Deportes – CSD) und dem spanischen Olympischen und Paralympischen Komitees (COE und CPE) sowie mit verschiedenen Sportverbänden. Das Unternehmen fördert darüber hinaus 32 nationale Verbände. Im Jahr 2016 wurde Iberdrola zum Hauptförderer des Programms Universo Mujer (dt.: „Frauenuniversum“) des Nationalen Sportrats.
Iberdrola unterzeichnete einen Sponsorenvertrag mit dem Königlichen Spanischen Fußballverband (RFEF) als Hauptsponsor der spanischen Fußballnationalmannschaft in der Saison 2009–2010. Während des Sponsorings durch das Unternehmen gewann die Nationalmannschaft die Weltmeisterschaft 2010.
Einen besonderen Fokus legte Iberdrola auf die Förderung von Frauenfußball. Im August 2016 wurde Iberdrola im Rahmen einer Vereinbarung mit dem Verband Universo Mujer zum Hauptförderer des Frauenfußballs in Spanien. Darüber hinaus wurde die Iberdrola-Tochter Neoenergia durch die Unterzeichnung einer Vereinbarung mit dem brasilianischen Fußballverband (CBF) im Jahr 2021 der erste engagierte Sponsor im brasilianischen Frauenfußball. Die Iberdrola-Tochter ScottishPower ist Sponsor des Frauen- und Mädchenfußballs in Schottland.
Im Jahr 2006 gründete Iberdrola das Corporate Volunteering Program, eine globale Initiative, die darauf abzielt, die Mitarbeitenden von Iberdrola bei der Teilnahme an sozialen Projekten zu unterstützen, welche sich darum bemühen, benachteiligte Gruppen in die Gesellschaft zu integrieren, die Umwelt zu verbessern und die nachhaltige Entwicklung zu fördern.
Im Rahmen der 2015 gegründeten Freiwilligeninitiative Iberdrola with Refugees hat Iberdrola über tausend Flüchtlinge aus Syrien, Palästina, Afghanistan und Mali bei der Anpassung, Integration und Verbesserung ihrer Autonomie unterstützt.
Im Jahr 2022, nach dem Beginn der russischen Invasion in der Ukraine, beteiligte Iberdrola im Rahmen seines Corporate Volunteering-Programms 12.000 Menschen an dem Programm „Freiwillige für die Ukraine“, um der ukrainischen Bevölkerung zu helfen.
Im Februar 2022 trafen sich Ignacio Galán, Vorsitzender von Iberdrola, und Unternehmer des European Round Table for Industry (ERT), Frankreichs Präsident Emmanuel Macron, der deutsche Bundeskanzler Olaf Scholz und die Präsidentin der Europäischen Kommission Ursula von der Leyen in Paris, um die russische Aggression gegen die Ukraine zu thematisieren und Wege zum Frieden in Europa aufzuzeigen.

## Sanktionen
Ende November 2015 wurde Iberdrola von der spanischen Wettbewerbsbehörde (Comisión Nacional de los Mercados y la Competencia) zu einer Strafe in Höhe von 25 Millionen Euro wegen Manipulation des Strommarktes verurteilt. Bereits in den Jahren 2007 (38,7 Millionen Euro) und 2009 (15 Millionen Euro) war der Konzern zu Geldstrafen verurteilt worden. Der Fall wurde von Iberdrola angefochten, das auf der Rechtmäßigkeit seines Handelns beharrte, und im Januar 2024 sprach das Nationale Gericht Iberdrola frei und begründete dies damit, dass kein Verbrechen vorliege, da die Tarife im Jahr 2013 keiner Preisbindung unterlagen.